# Dent du Géant
O Dent du Géant ou Aiguille du Géant (Dente do Gigante ou Agulha do Gigante) - é um cume no Maciço do Monte Branco, que culmina a 4013 m, numa aresta que faz parte da fronteira França-Itália, entre o Monte Branco e as Grandes Jorasses, logo entre a Alta Saboia, em França, e o Vale de Aosta, em Itália.
Pode ser facilmente visto do Vale de Aosta da Aiguille du Midi e do Vale Branco.
Este acidente geográfico faz parte da divisória de águas entre o mar Adriático e o mar Mediterrâneo, e faz parte de um dos cumes dos Alpes com mais de 4000 m.

## Popularidade
É um dos cumes mais frequentados do Maciço do Monte Branco pelo facto de ser:
- um pico imponente e de acesso fácil - a partir Passo do Gigante, acessível por subida mecânica
- de escalada facilitada pelos cabos fixos, mas com a gengiva muito perigosa devido às placas gelada de 50 o

O Dent du Géant faz parte de um das 100 mais belas corridas de montanha e é citada nos n.º 33 e 57.

## Características
Este monólito de protogine - granito sem mica da região de Monte Branco - tem 200 m de altura. O seu pico é dividido em dois: a ponta Graham, a nordeste que culmina aos 4013 m - pelo que faz parte da lista dos de mais de 4000 m - e a ponta Sella, a sudoeste, com 4009 m.
Separa-se da aresta de Rochefort que se prossegue de Oeste-Este com a Aiguille de Rochefort e o Dôme de Rochefort até ao Passo das Grandes Jorasses. 
Ele deu o nome:
- a um colo: Passo do Gigante que é uma das principais passagens alpinas franco-italianas
- a um glaciar: Glaciar do Gigante

## Tentativas e histórias
- 1871 - Edward Robson Whitwell e os guias, o irmãos Christian e Johann Lauener, renunciam depois de a terem atacado das três faces
- 1875 - Genolini e Stanga, com os guias J.L. Lanier e Émile Rey, param a 100 m do cume
- 1876 - Jean Charlet-Straton, deixa uma bandeira a uma dezena de metros
  - Disse em relação a este e ao Pequena Dru, que eram muito semelhantes e se se não deixavam conquistar, admirava-as. "São duas grandes senhoras que desejam continuar virgens, e devem ter razão"
- 1880 - os experimentados  Albert F. Mummery e Alexander Burgener tentam atacar a face sudoeste
  - Mummery deixa a sua carta de visita numa garrafa com o célebre comentário: Absolutely inaccessible by fair means[1]

## Primeiras

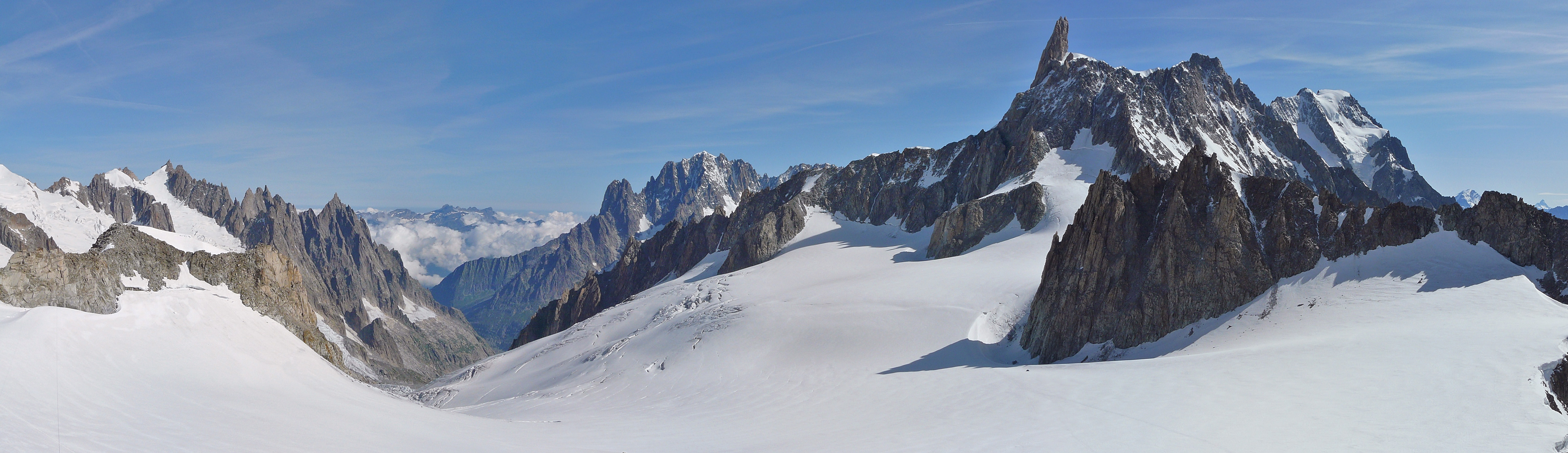
Panorama a partir da Pointe Helbronner.

- Ponta Sella -  a do sudoeste, foi atingida em 1882 pelo guia do Vale de Aosta,  Jean-Joseph Maquignaz que passou três dias a plantar pitões, mas é acusado de ter usado explosivos. No dia seguinte subiu-a com os irmãos Alessandro, Alfonso e Corradino Sella e o primo Gaudenzio Sella, donde o nome da ponta [1].

- Ponta Graham - como parece que se esqueceram de subir a outra ponta, que aliás é a mais alta com 4013 m, ela foi atingida uns dias mais tarde, a 14 de agosto de 1882, por William Woodman Graham com os guias Auguste Cupelin e Alphonse Payot.

### Fim da Idade da Prata
A conquista do Dente do Gigante é segundo o historiador e especialista britânico do montanhismo Simon Thompson, um marco do alpinismo, pois: é o "último cume célebre antes de ter sido conquistado, e o primeiro a tê-lo sido utilizando meios artificiais, com pitões e cabos fixos" .
Esta ascensão marca o fim da idade da prata do alpinismo - que começou com a conquista do Cervino - por se ter utilizado meios artificiais .

## Vias

### Via normal
A via normal (AD- com os cabos, D sem cabos), que pode ser atingida desde o Refúgio Torino no Passo do Gigante, está equipada com  grossas cordas fixas na parte difícil, as célebres Placas de  Burgener',

### Aresta Norte
A aresta que hoje está cotada D- IV, foi conquistada a 20 de julho de 1900 por Thomas Maischberger, Hainrich Pfannl e Franz Zimmer sem plantarem um único pitão

### Curiosidades
- A primeira mulher a "conquistá-lo" foi a aviadora Marie Marvingt, a namorada do perigo' em 1903 [3]
- Os primeiros filmes alpinistas com uma câmara de 16 mm feitos pelo alpinista italiano Mario Piacenza foram Cervin e  Ascensão ao dente do Gigante [1]
- Roch Maunut fez Base Jump em 2008

## Imagens

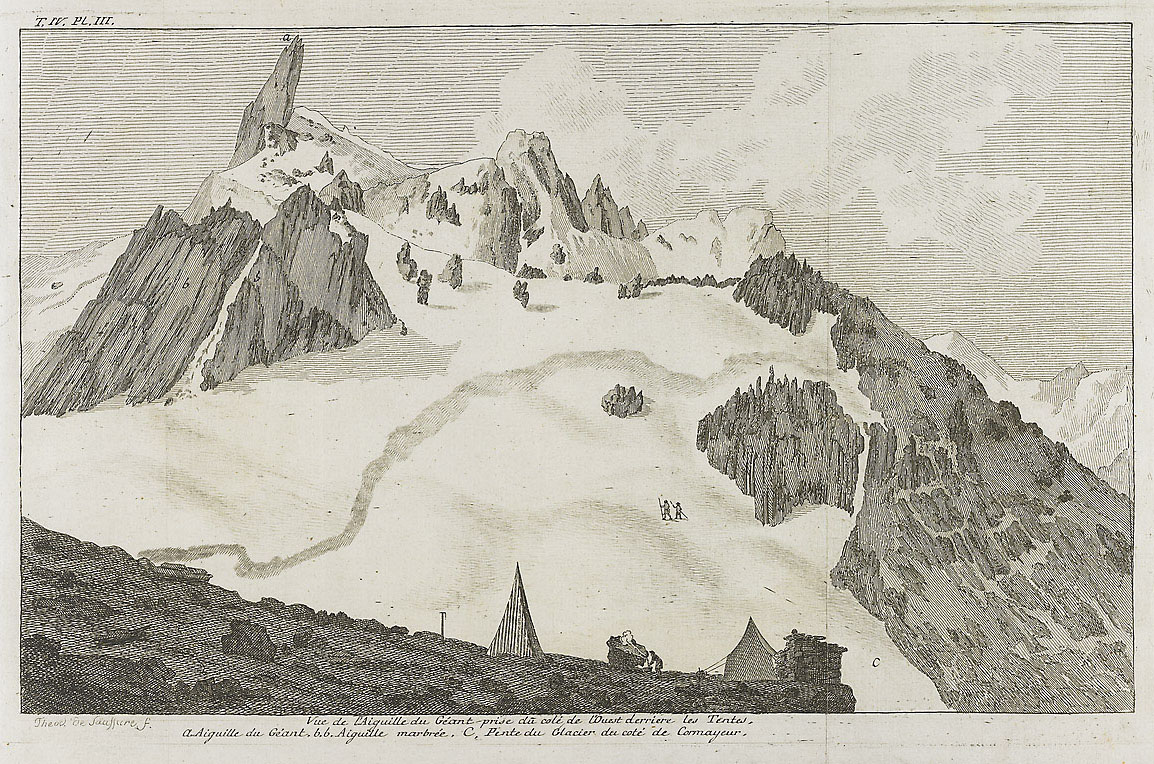
Desenho de Horace-Bénédict de Saussure, em  1788, a partir do acampamento
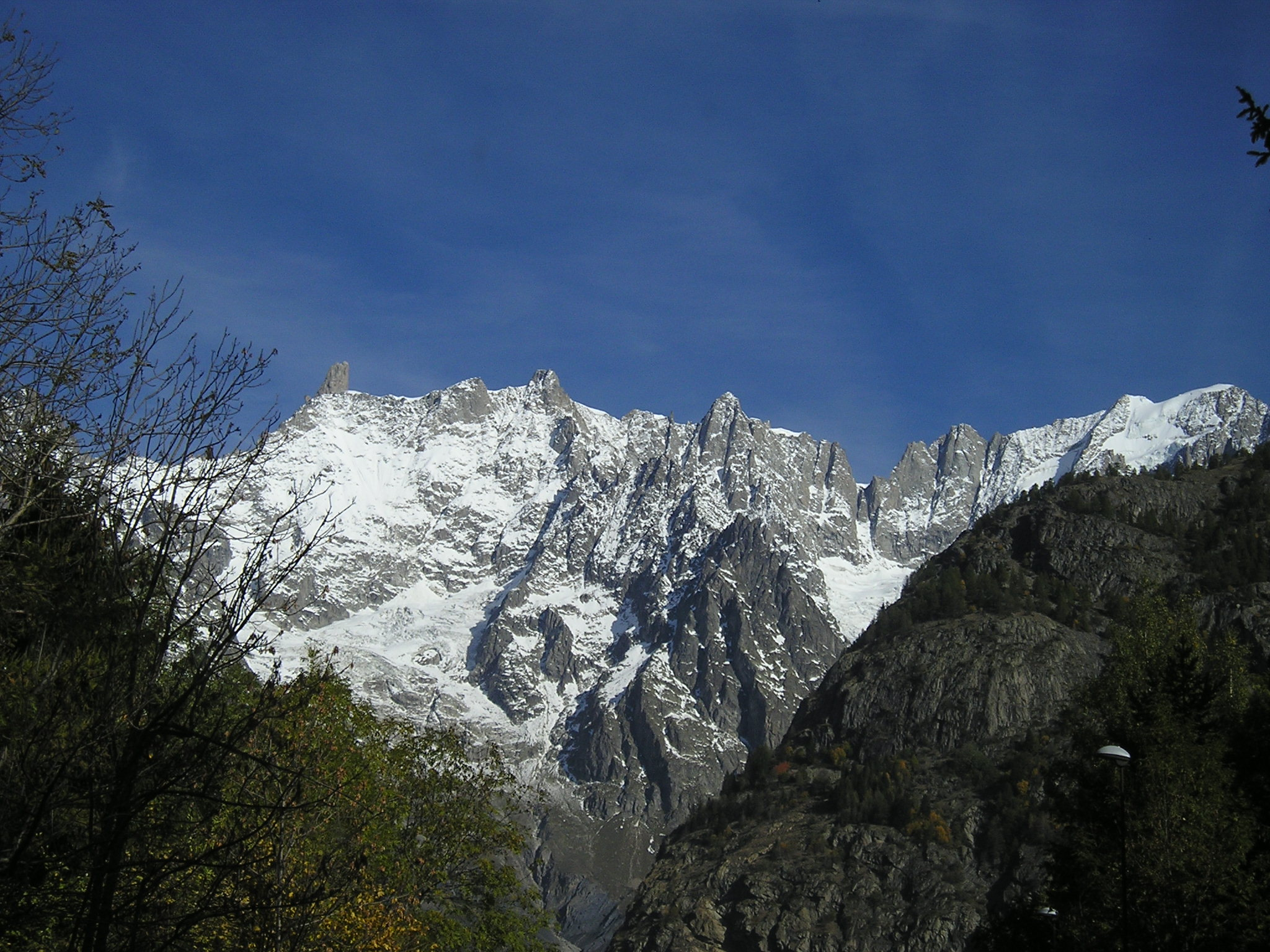
O Dente: à esquerda a aresta de Rochefort e as Grandes Jorasses, vistas de Courmayeur.
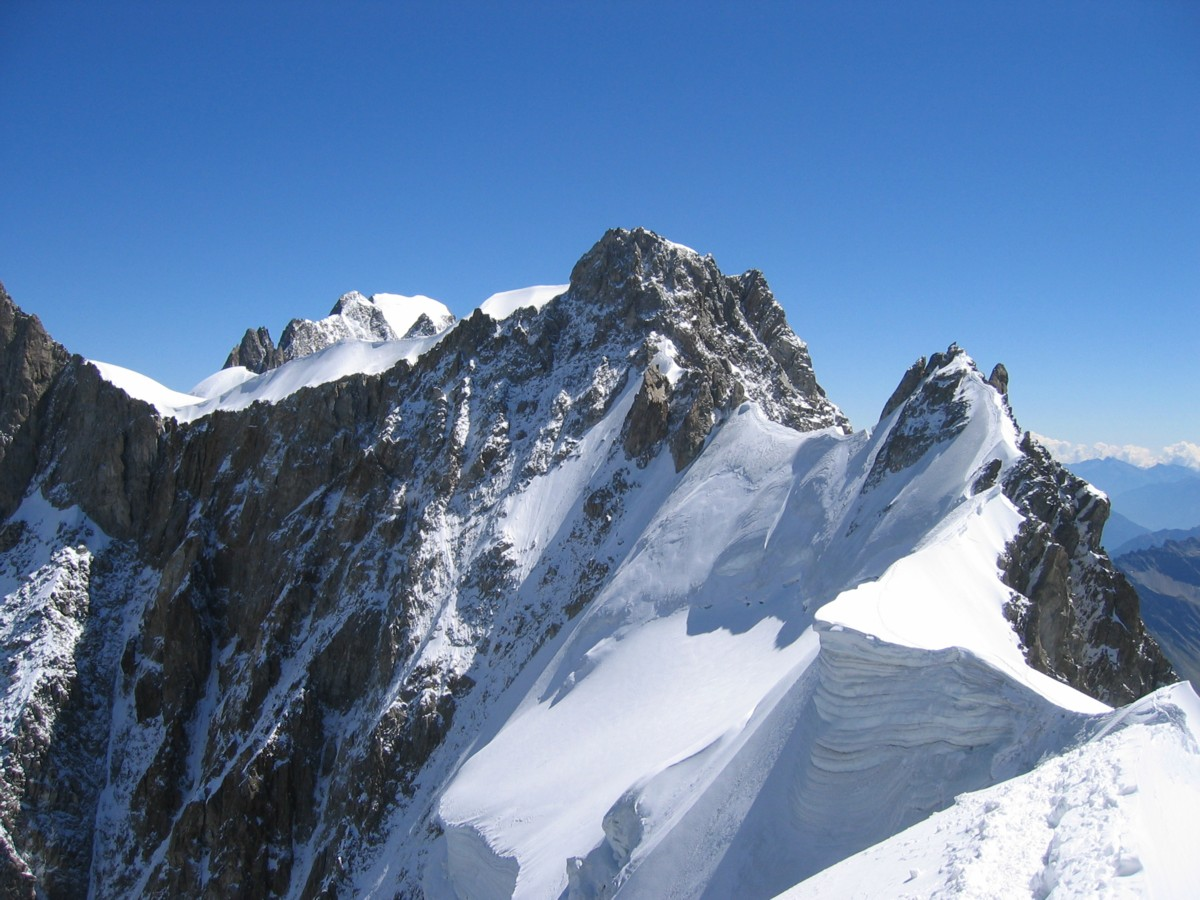
Agulha de Rochefort e as Grandes Jorasses vistas do Dente .
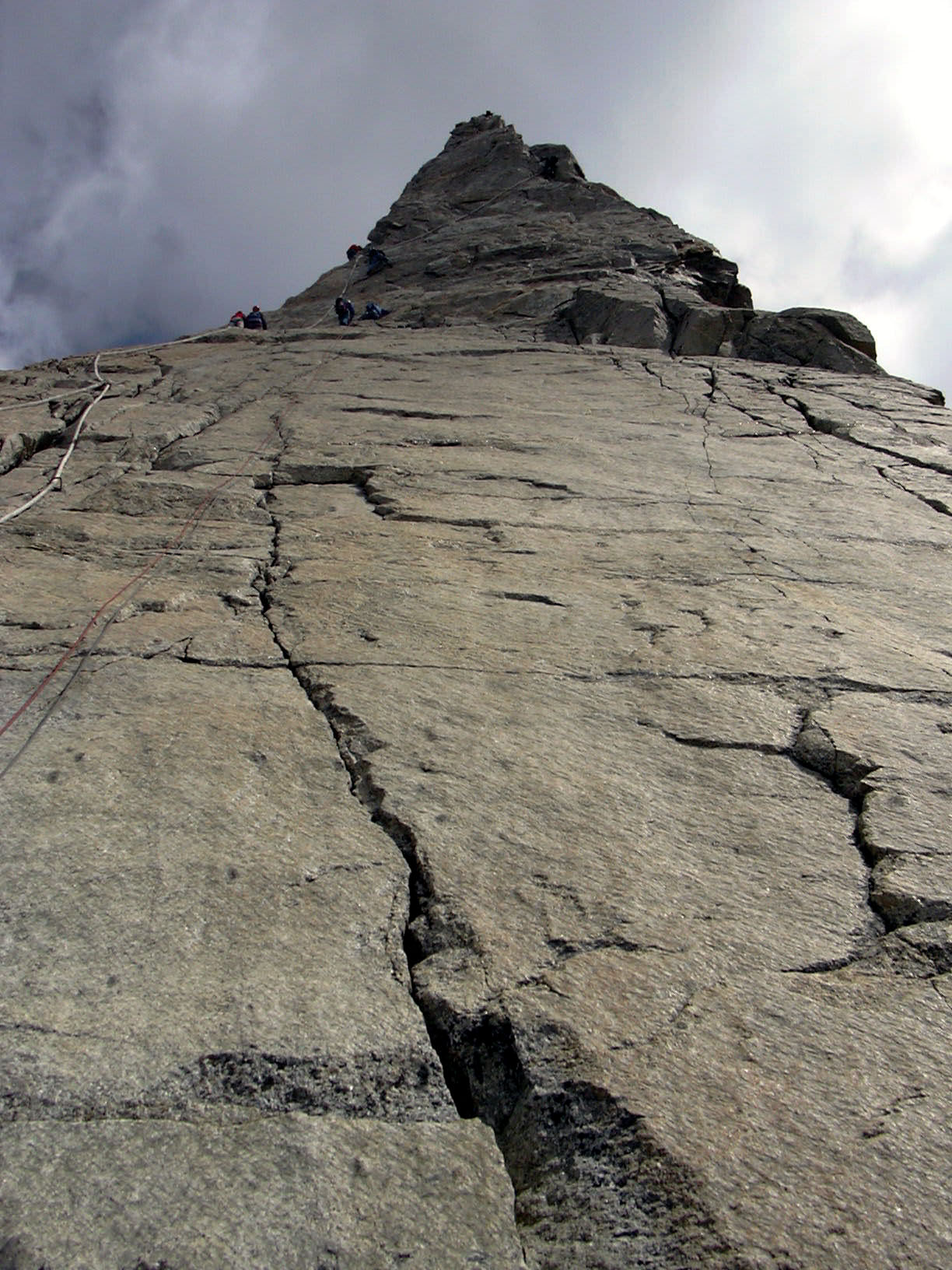
Vista das plaques Burgener na via normal, na face sudoeste, com as cordas fixas à esq.,
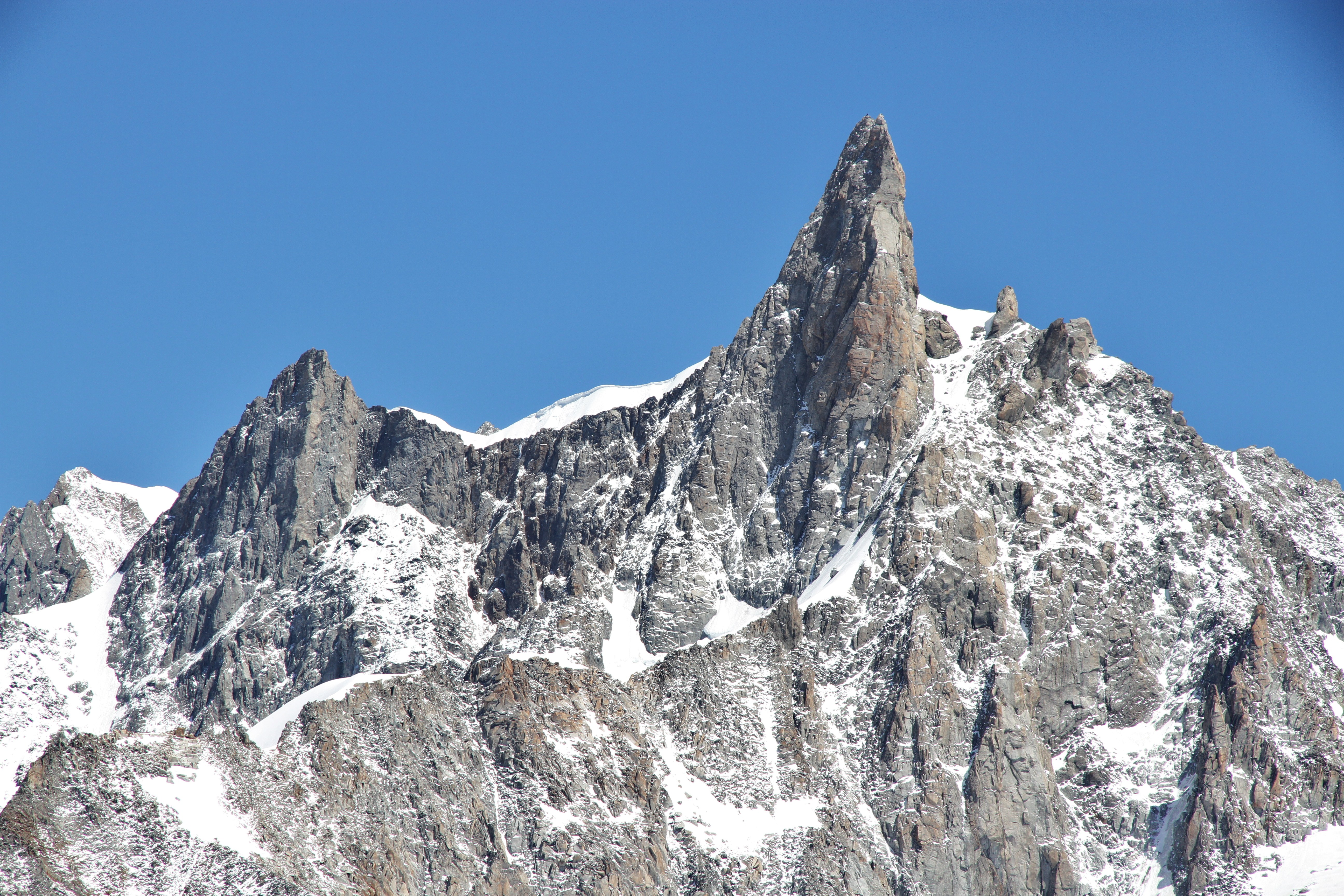
Vista da face sudoeste, a "normal" com as placas Burgener
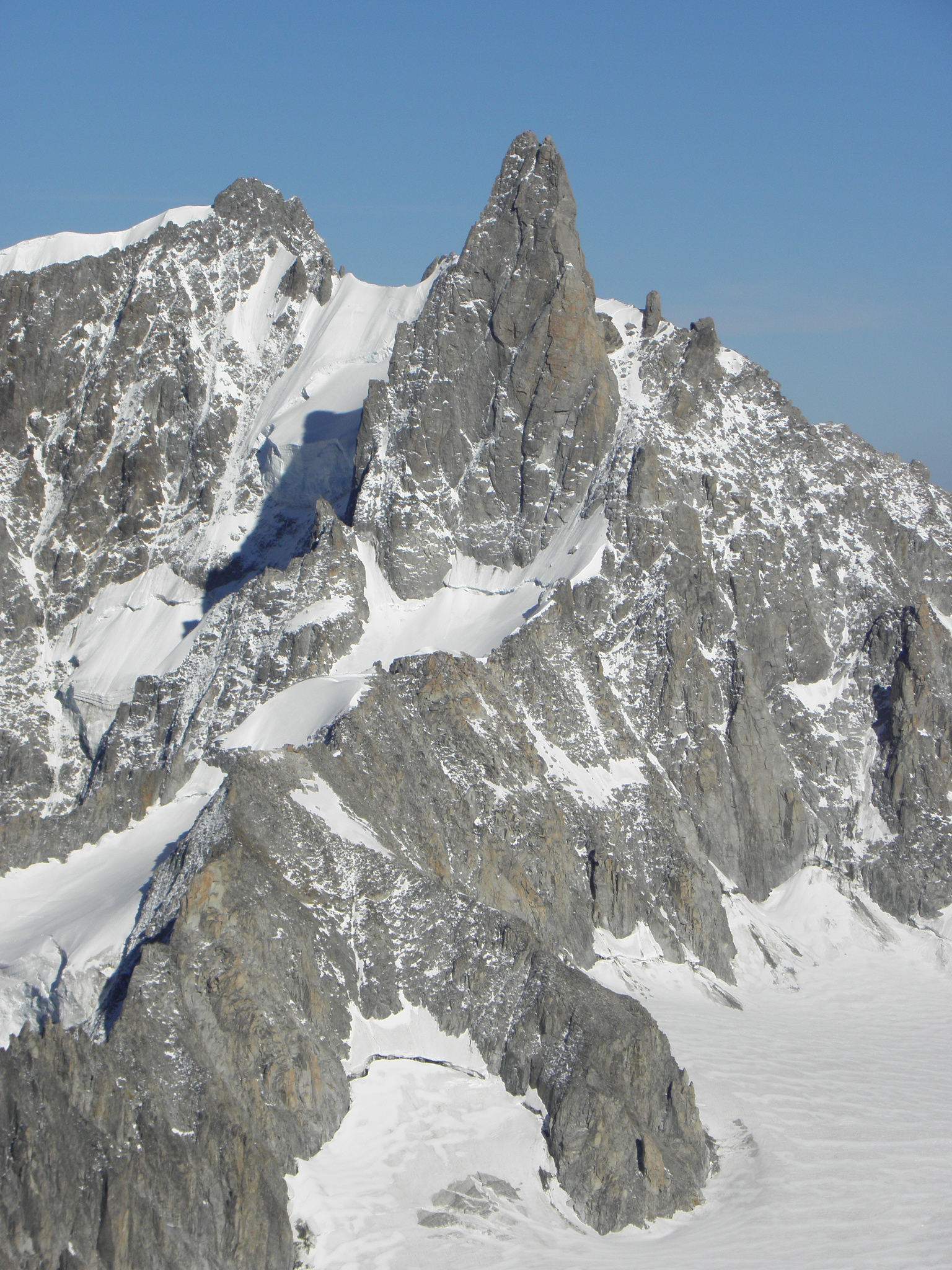
Vista da vertente noroeste, com a integral da aresta à Esq.

### Imagem externa
Em «Zorgloob» o Glaciar de Talèfre e a localização da Aiguille Verte, Les Droites, Les Courtes, Aiguille de Triolet, Agulha de Talèfre, Aiguille de Leschaux, Dent du Géant, Tour Ronde, Monte Branco do Tacul, Aiguille du Midi, Aiguille du Plan, Aiguille du Grépon e Aiguille de l'M.